# Hlavní sovětská jaderná střelnice

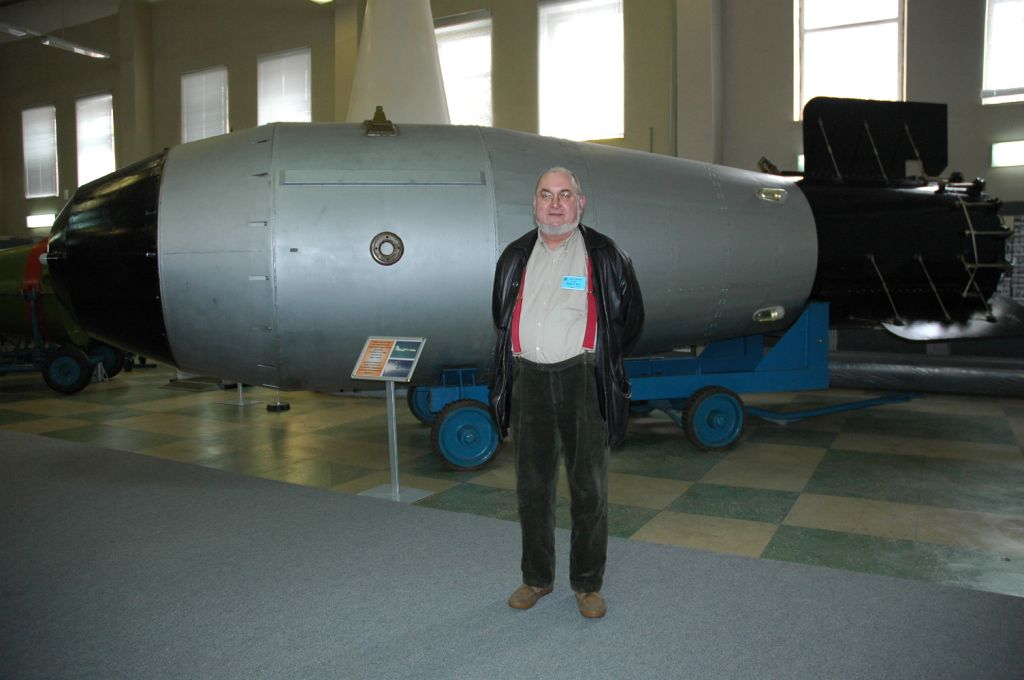
Maketa Car-bomby

31. července 1954 byl vydán neveřejný výnos č. 1559-699 Rady ministrů SSSR o vybudování Objektu 700 na Nové zemi.

## Přípravné kroky
Severní novozemská jaderná střelnice, jež byla na základě tohoto výnosu zřízena, podléhala Ministerstvu obrany SSSR (6. správa Válečného loďstva). Výnos vypracovala vládní komise, založená v roce 1953, pod vedením velitele Bělomořské vojenské základny kontradmirála Sergejeva.
Vládní komise měla vybrat místo pro střelnici, na níž by se testovaly nové druhy jaderných zbraní. Podmínkou vybudování střelnice, na níž měly být testovány zbraně odpalované jak na zemi, tak ve vodě a ve vzduchu, byla maximální možná vzdálenost od větších osad a komunikací. Střelnice měla také umožnit výzkum účinků jaderných výbuchů na všechny druhy vojenské techniky, včetně loďstva, ponorek a opevnění. Za datum vzniku střelnice lze považovat 17. září 1954, kdy byl podepsán rozkaz generálního štábu o vytvoření nové vojenské jednotky. Jednotku tvořily vědeckovýzkumný a inženýrský tým, služby energetického a vodního zásobování, stíhací letka, dopravní letecká služba, divize lodí zvláštního určení, divize záchranné služby, spojaři a logisté. Od listopadu 1954 do září 1955 byl prvním velitelem střelnice kapitán Starikov. Více než 10 let stál v čele správy Válečného loďstva a řídil činnost střelnice kontradmirál Fomin.

## Výstavba zařízení
V létě roku 1954 na souostroví připluly lodě Severního loďstva a přivezly 10 praporů stavbařů. V tvrdých arktických podmínkách stavěli ubikace, laboratoře, technické stavby a jiné objekty pro střelnici. V září 1955 byl Objekt 700 připraven k provedení prvního podvodního jaderného výbuchu. Četa, která připravovala střelnici ke zkouškám v Černé zátoce, strávila celou zimu v celtových stanech. V této době se do zátoky, kde měly být prováděny zkoušky, přesunuly lodě různých tříd, ponorky a dvě dopravní lodě.
21. září 1955 byl v Černé zátoce v hloubce 12 m proveden první podvodní jaderný výbuch v SSSR.
První jaderné pokusy na Nové zemi měly přirozeně nejen vědeckotechnický a obranný, ale i politický význam. Před testováním jaderných zbraní na Nové zemi provedl Sovětský svaz 21 výbuchů jaderných zbraní na Semipalatinské střelnici. Spojené státy do této doby provedly 44 výbuchů ve vzduchu, 18 na zemi, 2 pod vodou a 2 pod zemí. Velká Británie provedla jaderný výbuch nad vodou v říjnu 1952.

## Rozšíření objektu a status
V roce 1956 začalo budování zkušební střelnice v zátoce Miťušichy (zóna D) pro výbuchy velmi silných náloží.
5. března 1958 byl výnosem Rady ministrů SSSR prohlášen Objekt 700 za státní ústřední střelnici (číslo 6/6gpc/MO) Sovětského svazu pro provádění zkoušek jaderných náloží. V zimě téhož roku bylo na Nové zemi provedeno 5 zkoušek ve vzduchu. 21. března 1958 vyhlásil Sovětský svaz jednostranné moratorium na všechny jaderné zkoušky (podle ruských zdrojů provedly v době vyhlášení moratoria 30 výbuchů v atmosféře Spojené státy a Velká Británie jich provedla 5, což měl být důvod pozdějšího obnovení testování sovětských jaderných zbraní na Nové zemi). Od 30. září do 25. října 1961 bylo pak na Nové zemi provedeno 17 výbuchů ve vzduchu.
V roce 1963 začala na Nové zemi příprava na provedení prvních podzemních jaderných zkoušek. První podzemní jaderný výbuch byl proveden ve štole G 18. září 1964.
V období mezi 21. zářím 1955 a 24. říjnem 1990 (do vyhlášení dnešního moratoria) bylo na Severní střelnici provedeno 132 jaderných výbuchů: 87 v atmosféře (z toho 84 ve vzduchu), 1 pozemní (7. září 1957), 2 výbuchy nad vodou (27. října 1961 a 22. srpna 1962), 3 podvodní (21. září 1955, 10. září 1957, 23. září 1961) a také 42 podzemních jaderných výbuchů.
27. února 1992 podepsal prezident Ruské federace výnos č. 194 o střelnici na Nové Zemi, kterým vyhlásil tuto střelnici za ústřední střelnici Ruské federace.
V současné době se fungování ústřední střelnice řídí výnosem prezidenta Ruské federace č. 1008
z 5. července 1993.
Vorvaní zátoka
V souvislosti s výstavbou střelnice přesídlila sovětská vláda místní obyvatele na pevninu do pečorské tundry (nařízení č. 724/348 o přestěhování civilního obyvatelstva ze souostroví, na jehož základě bylo v listopadu 1957 přestěhováno 298 osob).
Pro lidi, kteří neměli bydliště na pevnině, bylo vystaveno 40 bytů v Archandělsku, 8 bytů v osadě Amberma a 10 bytů na ostrově Kolgujev. Každému z těchto lidí bylo vyplaceno od 300 do 1 000 rublů z prostředků Ministerstva obrany.
V roce 1998 byla střelnice předána 12. hlavní správě Ministerstva obrany.
V současné době je osada Vorvaní zátoka centrem ústřední střelnice Ruské federace. Kromě vojenských zařízení zde funguje střední škola pro 560 osob, školka, 3 hotely, obchod, holičství, fotoateliér, dům služeb, televizní a rozhlasové studio Orbita, polní nemocnice s 200 lůžky, poliklinika, vojenský klub a klub námořníků. Stabilně fungují systémy zásobování posádky.